# احمدآباد، جهلم
احمدآباد، جلوم (به انگلیسی: Ahmedabad, Jhelum) یک منطقهٔ مسکونی در پاکستان است که در پنجاب (پاکستان) واقع شده‌است.